# Dajr Szamil
Dajr Szamil (arab. دير شميل) – miejscowość w Syrii, w muhafazie Hama. W 2004 roku liczyła 4537 mieszkańców.